# Pollee
Pollee bezeichnet ein mobiles Frauenurinal, das 2011 von dem dänischen Designbüro UiWE zusammen mit Nuala Collins und Sara Nanna entwickelt wurde und speziell für den Einsatz bei Veranstaltungen mit großem Menschenaufkommen wie Versammlungen, Konzerten oder Festivals konzipiert ist.

## Entwicklung
Im März 2011 wurde von den Veranstaltern des Roskilde-Festivals, eines der größten Musikfestivals in Europa, eine Konferenz unter dem Motto „Backstage: Piss-Off“ abgehalten, die sich mit dem Problem des Urinierens auf Festivals auseinandersetzte. Lange Schlangen vor den öffentlichen Toiletten sowie zunehmendes Wildpinkeln setzen die Veranstalter unter Handlungsdruck und trieben die Suche nach möglichen Lösungen voran.

“We had really long toilet queues, where it was often women who stood and waited. This meant that many girls ended up using the fence to urinate.”

„Wir hatten wirklich lange Schlangen vor den Toiletten, in denen es oft die Frauen waren, die anstanden und warteten. Dies hatte zur Folge, dass viele Mädchen letztlich an den Zäunen pinkeln gingen.“

Die Konferenz führte zu dem Projekt „Developing human solutions to peeing in public space for both sexes“, wobei nach Lösungen für Männer und Frauen gesucht werden sollte, den Vorgang des Urinierens einfacher zu gestalten. Aus diesem Projekt ging Pollee hervor, ein „kontaktfreies open-air Urinal für Mädchen“ als Alternative zu den oft unhygienischen mobilen Toilettenkabinen mit langer Warteschlange.

## Konzept

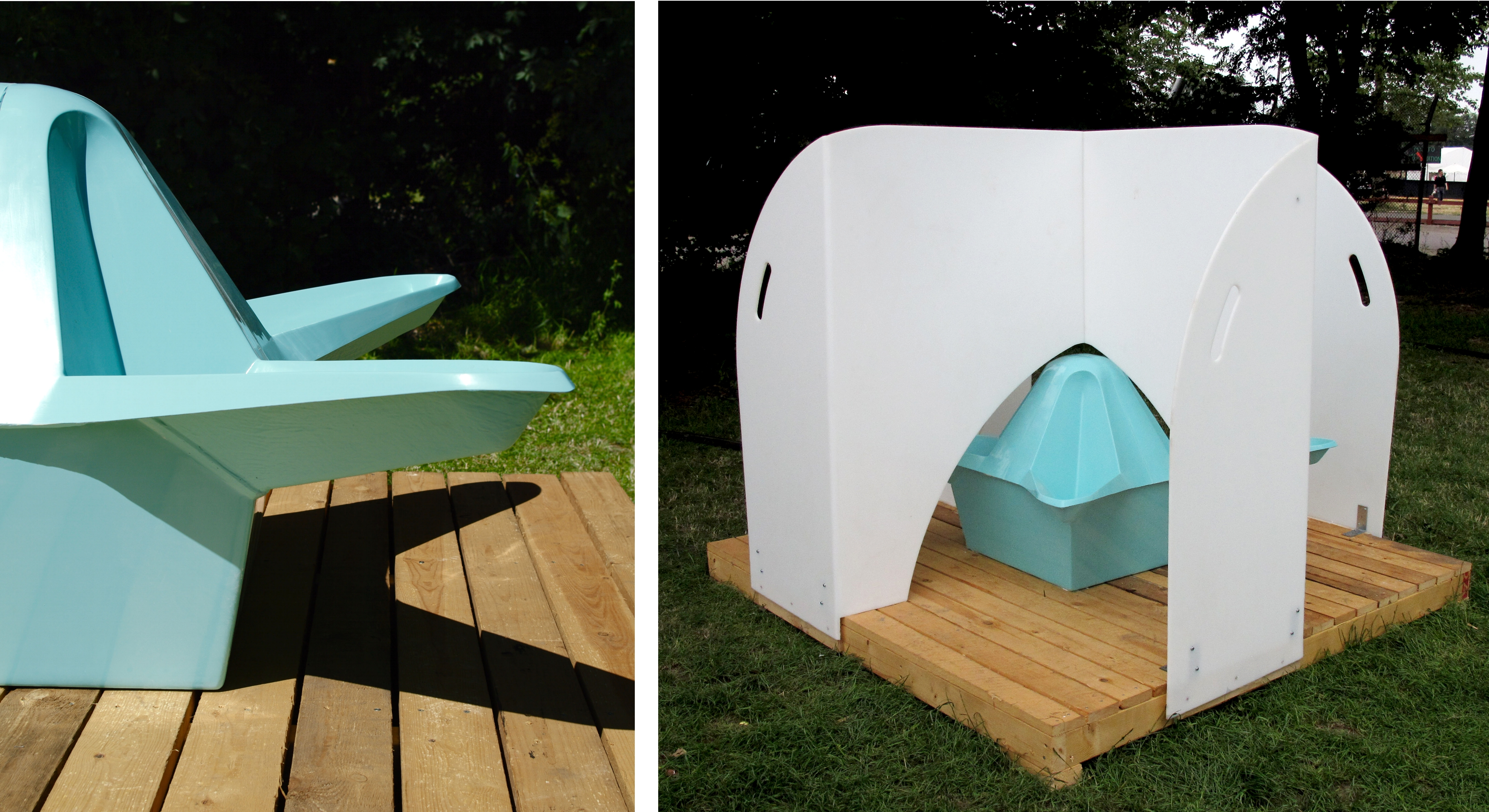
Pollee: Detailansicht (links), Komplettaufbau mit Trennwänden (rechts)

Die Idee hinter Pollee ist die Entwicklung einer sauberen und bequemen Alternative zu mobilen Toiletten auf Festivals. Während Männern bereits portable Urinale zur Verfügung standen, blieb diese Option Frauen bisher verwehrt.
Zusammen mit den Designerinnen Sara Nanna und Nuala Collins wurden drei Prototypen entworfen, denen eine kreuzweise Anordnung von dreieckigen Urinalen um einen Mittelholm zugrunde lag. Pollee kann somit von vier Personen – Rücken dem Zentrum zugewandt – gleichzeitig genutzt werden. Umgeben werden die Urinale durch, je nach Typ im Ausmaß variierende, Trennwände und -blenden. Diese sind mit Haltegriffen versehen. Die Benutzung erfolgt in einer Teil-Hockposition („Skifahrerhaltung“).
Eine Endversion wurde erstmals auf dem Roskilde-Festival 2011 präsentiert und zur Benutzung freigegeben. Die Einführung wurde als Erfolg betrachtet. Pollee wurde von vielen Frauen benutzt und positiv aufgenommen.